# 宠物店男孩
寵物店男孩（英語：Pet Shop Boys），是英國流行、電子音樂男子二人组，主唱尼爾·坦南特（Neil Tennant）、键盘手克里斯·洛（Chris Lowe），在亞洲他們最廣為人知的歌曲為「Go West」（出自《Very》專輯）。他們除了為自己的專輯作詞作曲外，也常替其它藝人操刀作曲。
此團的專輯銷售量在全世界已經超過1億張，能讓他們的演藝事業如此長壽的主因，在於他們善於創作旋律優美、富有趣味的流行／電子音樂。自1986年起，他們在英國已經擁有39首前三十名單曲，與22首前十名單曲，還包括4首冠軍曲：West End Girls、It's a Sin、Always on My Mind、Heart。
他們在80年代中期曾經成功打入美國市場，並且有一支冠軍單曲West End Girls。他們最後一首前四十名單曲Domino Dancing，在1988年的美國流行榜則達到第18名的成績。自那時起，他們在美國便一直獲得特定族群與夜店的支持，也是美國告示牌舞曲/夜店排行榜上，繼瑪丹娜、唐娜·桑默、珍娜·傑克森之後，第四位擁有8首冠軍曲的藝人。
在2006年12月，他們的單曲I'm with Stupid榮獲葛萊美獎最佳舞曲錄音的提名；專輯Fundamental則獲得最佳電子音樂／舞曲專輯的提名。

## 生平

### 意外的相遇（1981年8月19日）
克里斯·洛從利物浦大學建築系畢業後在倫敦的建築事務所實習，與尼爾·坦南特在倫敦切爾西（Chelsea）區國王路（Kings Road）上的電子器材店相識。由於都對舞曲有興趣，因此兩人便開始在尼爾於切爾西的公寓創作音樂，自1982年後，兩人更進而在甘頓區（Camden Town）的小錄音室錄音。一些收錄在後來專輯裡的歌曲，都是在這些年間創作出來的，包括：「It's a Sin」、「West End Girls」、「Rent」與「Jealousy」。

### Bobby 'O' 年代（1981–1984）
在剛創團之時，他們將團名取為西區（West End），因為他們對倫敦的西區的熱愛。但稍後他們就想出另一個名字寵物店男孩，來自一些在伊靈當地的寵物店工作的朋友，他們說寵物店男孩這團名，「聽起來像英國嘻哈團」。
1983年8月尼爾被英國雜誌《Smash Hits》派去紐約訪問警察合唱團，幸運之神也在此時來敲門。兩人當時很迷戀由紐約製作人Bobby Orlando（藝名為Bobby O）錄的高能量音樂唱片，因此尼爾趁訪問之便，與Bobby O見面。在8月19日（尼爾結識克里斯的兩年後的同一天）於一家叫Apple Jack的餐廳洽談。聽過尼爾帶來的試聽帶後，Bobby O提議。1984年4月，由Bobby O製作的「West End Girls」發行，在洛杉磯與舊金山都成為夜店熱門曲，但是在英國的排行成績卻不好，在法國和比利時則是稍有名氣。

## 音乐与形象

### 形象
不管是以前還是現在MV的風格都極其特殊 例如：服裝、特效、節奏、光影。在演唱會更是突顯這點，兩人的服裝最常見的就是戴帽子和墨鏡，而還有高1.2公尺的帽子、滿身羽毛的衣服、會發光的披風等等各式奇怪服裝，其中鍵盤手克里斯·洛大多戴著墨鏡、較少說話也成為他的令人印象深刻的特色。

## 性取向
尼爾·坦南特已於1994年在英國同志雜誌《Attitude》的訪談中出櫃（公開同性戀身份）。在此同時，克里斯·洛對於性向一事卻仍守口如瓶。兩人曾被誤認為是一對情侶，尼爾在1990年出版的傳記《Pet Shop Boys, Literally》回憶道，甚至連他們的前經紀人在當時都這樣認為。

## 影响
截至2003年，寵物店男孩在《告示牌》雜誌的喬爾·惠特本（Joel Whitburn）於其著作《Billboard's Hot Dance/Disco 1974–2003》中，被評為美國舞曲/夜店排行榜上第四成功的藝人，僅次於瑪丹娜、麥可·傑克森和唐娜·桑默。
瑪丹娜與寵物店男孩的淵源可以追溯至1988年，那時他們創作了歌曲「Heart」。他們在1991年的精選輯《Discography》的內頁中表示：「當我們寫下這首歌（「Heart」）時，曾想寄給瑪丹娜，但又不敢冒著失望的風險。」最後，他們自己演唱了這首歌，登上了英國榜冠軍。1991年，瑪丹娜在歌曲「DJ Culture」中被以帶有幽默意味的歌詞提到，當時她與西恩·潘剛離婚。尼爾·坦南特寫道：「如同莉茲之於貝蒂 / 她之於西恩 / 突然你消失了 / 然後你重生。」瑪丹娜於2005年11月發行的專輯《Confessions on a Dance Floor》裡包含了一首名為「Jump」的曲目，與「West End Girls」有著相似之處。該專輯製作人史都華·普萊斯在音樂網站Popjustice的訪談中透露，這首曲目完全是受到克里斯·洛的啟發。寵物店男孩隨後為專輯的第二首單曲「Sorry」進行了混音，而瑪丹娜在其2006年的《Confessions》巡演中使用了這個版本。女神卡卡表示她在製作首張專輯《The Fame》時經常聆聽寵物店男孩的歌，並受到他們音樂的啟發。
2005年10月，一支名為West End Girls的瑞典致敬樂團在當地推出了「Domino Dancing」的翻唱版本，並在當地排行榜上達到第三名。2006年1月，她們推出了自己的版本「West End Girls」，並於6月發行了一張專輯。2014年8月，寵物店男孩在BBC廣播四台的廣播劇《The Archers》中，成為虛構音樂節「Loxfest」的臨時壓軸演出，兩位成員都在劇中都飾演有對白的角色。

## 作品列表
寵物店男孩已經推出過31張專輯（包括精選與混音輯），和55首單曲。

### 錄音室專輯
| 年份 | 名稱                                      | 英國專輯榜 | 美國告示牌專輯榜 | 說明 |
| ---- | ----------------------------------------- | ---------- | ---------------- | --- |
| 1986 | 請（Please）                              | 3          | 7                | 處女作 - RIAA銷售認證：白金唱片 - BPI銷售認證：3白金唱片                                                                                             |
| 1987 | 實際地（Actually）                        | 2          | 25               | - RIAA銷售認證：白金唱片 - BPI銷售認證：3白金唱片 |
| 1988 | 自省（Introspective）                     | 2          | 35               | - RIAA銷售認證：金唱片 - BPI銷售認證：3白金唱片 |
| 1990 | 行為（Behaviour）                         | 2          | 45               | - RIAA銷售認證：金唱片 - BPI銷售認證：白金唱片 |
| 1993 | 極（Very）                                | 1          | 20               | - RIAA銷售認證：金唱片 - BPI銷售認證：3白金唱片 |
| 1993 | 極／冷酷無情（Very Relentless）           | -          | -                | 極的首批限量版，附帶一張有六首新曲的CD |
| 1996 | 雙聲帶（Bilingual）                       | 4          | 39               | *BPI銷售認證：金唱片 |
| 1997 | Originals                                 | -          | -                | 請、實際地、行為三張的合訂限量版盒裝 |
| 1997 | Bilingual Special Edition                 | 32         | -                | 雙聲帶的限量重發版，附加一張收錄B-side與歌曲混音版的CD                                                                                               |
| 1999 | 夜夜笙歌（Nightlife）                     | 7          | 84               | 在美國發行有另外附贈英版B-side歌曲和混音的限量版 - BPI銷售認證：金唱片                                                                               |
| 2001 | Please/Further Listening 1984-1986        | 103        | -                | 附贈收錄稀有和B-side歌曲的重發版雙CD |
| 2001 | Actually/Further Listening 1987-1988      | 99         | -                | 附贈收錄稀有和B-side歌曲的重發版雙CD |
| 2001 | Introspective/Further Listening 1988-1989 | 118        | -                | 附贈收錄稀有和B-side歌曲的重發版雙CD |
| 2001 | Behaviour/Further Listening 1990-1991     | 120        | -                | 附贈收錄稀有和B-side歌曲的重發版雙CD |
| 2001 | Very/Further Listening 1992-1994          | 131        | -                | 附贈收錄稀有和B-side歌曲的重發版雙CD |
| 2001 | Bilingual/Further Listening 1995-1997     | 164        | -                | 附贈收錄稀有和B-side歌曲的重發版雙CD |
| 2001 | Closer to Heaven                          | 107        | -                | 《Closer to Heaven》倫敦演員版原始錄音 |
| 2002 | 花開了（Release）                         | 7          | 73               | 在美國有另外發行附贈英版B-side歌曲和混音的限量版 - BPI銷售認證：銀唱片                                                                               |
| 2005 | 波坦金號戰艦（Battleship Potemkin）       | 97         | -                | 寵物店男孩為電影《波坦金號戰艦》所創作的新配樂 |
| 2006 | 基音（Fundamental）                       | 5          | 150              | 另發行雙CD版本，加附一張名為「基音主義」的混音輯 - BPI銷售認證：銀唱片                                                                               |
| 2006 | 好友音樂會（Concrete）                    | 61         | -                | 2006年5月於倫敦的Mermaid Theatre與BBC演奏會管弦樂團錄製的音樂會。一同參與的藝人包括：女演員Frances Barber、加拿大歌手Rufus Wainwright與羅比·威廉斯。 |
| 2009 | Yes                                       | 4          | 32               | |
| 2011 | 不可思議（The Most Incredible Thing）     | 57         | -                | |
| 2012 | 極樂世界（Elysium ）                      | 9          | 44               | |
| 2013 | Electric                                  | 3          | 26               | |
| 2016 | Super                                     | 3          | 58               | |
| 2020 | Hotspot                                   | 3          | 100              | 與製作人Stuart Price合作的第三張專輯。 |
| 2024 | 電舞風範（Nonetheless）                   | 2          | 14               | |

### 混音專輯
| 年份 | 名稱                                  | 英國專輯榜 | 美國告示牌專輯榜 | 說明                                      |
| ---- | ------------------------------------- | ---------- | ---------------- | ----------------------------------------- |
| 1986 | 迪斯可（混音增長版精選）（Disco）     | 15         | 95               | *BPI銷售認證：白金唱片                    |
| 1994 | 迪斯可（混音增長版精選）II（Disco 2） | 6          | 75               | Non-stop DJ混音專輯 - BPI銷售認證：銀唱片 |
| 2003 | 迪斯可3（Disco 3）                    | 36         | 188              | 收錄多首新曲                              |
| 2007 | 迪斯可4（Disco Four）                 | -          | -                | 收錄替其它藝人及自己歌曲的混音作品        |

### 精選輯
| 年份 | 名稱                                                               | 英國專輯榜 | 美國告示牌專輯榜 | 說明                                                        |
| ---- | ------------------------------------------------------------------ | ---------- | ---------------- | ----------------------------------------------------------- |
| 1989 | In Depth                                                           | -          | -                | 只在日本發行                                                |
| 1991 | 歷年暢銷經典精選輯（Discography: The Complete Singles Collection） | 3          | 111              | 增加兩首新曲 - RIAA銷售認證：金唱片 - BPI銷售認證：白金唱片 |
| 1995 | 另一面歷年精選（Alternative）                                      | 2          | 103              | B-side精選輯 - BPI銷售認證：銀唱片                          |
| 1998 | Essential                                                          | -          | -                | 只在美國發行                                                |
| 2003 | 流行藝術'超級精選（PopArt: The Hits）                              | 18         | -                | 增加兩首新曲 - BPI銷售認證：金唱片                          |
| 2005 | Back to Mine: Pet Shop Boys                                        | 30         | -                | 合輯－「Back to Mine」系列選輯第20集，由團員自選常聽的歌曲  |
| 2010 | 精選極（Ultimate）                                                 | 27         | -                |                                                             |
| 2012 | 1996-2009：B面最精選（Format）                                     | 26         | -                |                                                             |
| 2023 | 35年音樂生涯全記錄 （Smash: The Singles 1985–2020）                | 4          | -                |                                                             |

## 香港巡演
他們曾經四次到香港巡迴演唱。
1989年，初次巡迴「MCMLXXXIX Tour」中三個地點之一。

2002年7月31日，「Release Tour」，在香港會議展覽中心舉辦演唱會。

2014年9月26日，「Electric Pet Shop Boys Live 2014」，在「亞洲國際博覽館」10號館舉辦。

2019年3月28日，「The Super Tour」，「亞洲國際博覽館」10號館舉辦。

另外，於2015年12月2日在「亞洲國際博覽館」舉辦的「Mnet亞洲音樂大獎2015」獲得Worldwide Inspiration Award，與韓國組合f(x)合力獻唱。

## 台灣巡演
他們曾經兩次到台灣演唱。

2010年7月29日，「Pandemonium Tour @ 有象音樂季」，在台北南港展覽館1館舉辦。

2014年9月28日，「Electric Tour」，在林口體育館舉辦。

## 翻唱
香港歌手陳百強曾將「It's A Sin」改編成粵語版，歌名為《地下裁判團》。

## 出典
- Harrison, Andrew, , The Word (38), April 2006, (38): 98-106